# Niegów
Niegów – wieś sołecka w Polsce położona w województwie mazowieckim, w powiecie wyszkowskim, w gminie Zabrodzie. Ma status sołectwa.
Prywatna wieś szlachecka Niegowo położona była w drugiej połowie XVI wieku w powiecie kamienieckim ziemi nurskiej województwa mazowieckiego. W latach 1975–1998 miejscowość administracyjnie należała do województwa ostrołęckiego.
We wsi znajduje się zespół pałacowy z 1872, od 1931 roku własność Zgromadzenia Sióstr Benedyktynek Samarytanek Krzyża Chrystusowego oraz kościół z lat 1863-66.
W miejscowości działało Państwowe Gospodarstwo Rolne Niegów.
Wieś jest siedzibą rzymskokatolickiej parafii Świętej Trójcy.